# 넷북

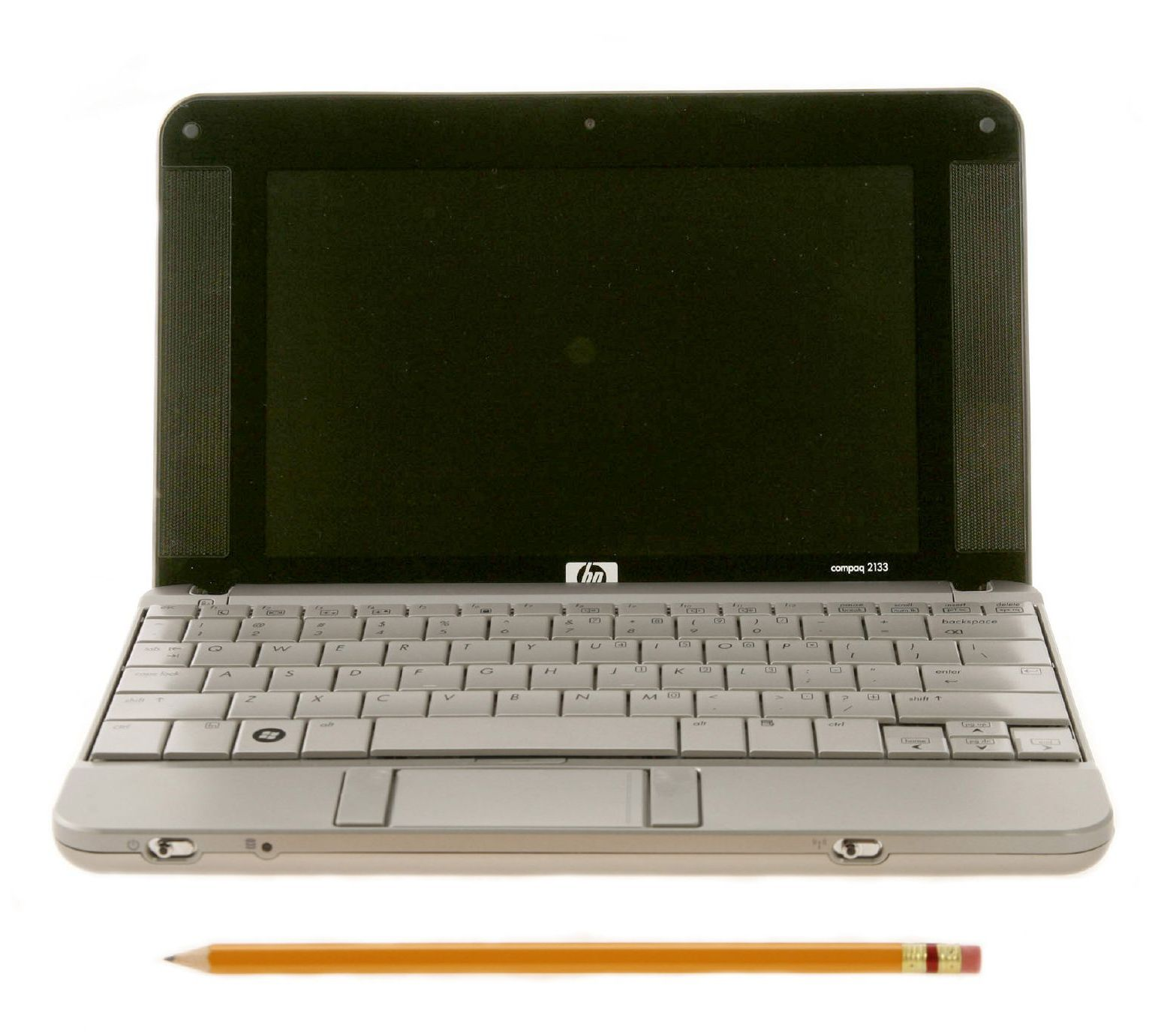
HP 넷북

넷북(netbook)은 '저예산'이나 '알뜰함'을 뜻하는 접두어 'net-'과 'notebook'의 합성어로서, 값이 싸고 가벼운 노트북을 가리킨다. 비슷한 용어로 데스크톱 컴퓨터인 넷톱(nettop)이 있다.

## 개요
넷북 및 넷톱은 비교적 값이 싸면서도 크기가 작은 개인용 컴퓨터(노트북 PC/데스크톱 PC)로서의 최소한의 기능을 갖춘 제품이나 그 제품이 속하는 분류의 명칭이다.
2008년 3월 3일에 인텔이 아톰 프로세서를 발표하면서 이 용어가 최초로 등장하였다. 이 때 사용한 의미는 인터넷 이용에 최적화된 저렴한 노트북으로, 약 300~800 달러 정도이다.
넷북 탄생 이전에는 2005년 1월에 발표된 개발도상국의 교육 분야 전용의 보급을 목표로 하는, 일반적으로 100달러 PC라고도 불리는 XO-1이 있다. XO-1은 값이 싸고 성능이 한정적이면서, 인터넷이나 전자 서적 열람 등의 기능을 함께 갖추고 있다. 이러한 기종은 개발도상국의 교육 분야를 위한 컴퓨터라고 해도, 샘플이 발표된 날에는 일부 기술 애호자나 모바일 인터넷 이용자 중에 선진국에서도 같은 기종의 발매를 기대하는 소리가 나왔었다. 다만 넷북과 XO-1의 사이에 직접적인 연관성은 없다. XO-1도 2007년 12월까지의 선진국 전용 제품도 판매되고 있었다. 이 선진국에서의 매상을 개발도상국 교육 분야 전용으로 출시되는 제품의 보조금으로 하는 Give One Get One 프로그램이 계획되어 시행되었다.
휴대성이 높은 인터넷 단말기는 마이크로소프트가 발표하여 2002년에 시장에 투입된 태블릿 PC나, 2006년 3월 9일에 마이크로소프트, 인텔, 삼성전자 등의 회사가 발표해 추진한 울트라 모바일 PC(UMPC)라고 하는 종류가 존재한다. 다만, 태블릿PC는 값이 비싸고 특수한 PC라는 면이 강해 산업 분야에서는 보급됐지만 일반 시장으로의 보급은 진행되지 않았다. 울트라 모바일 PC(UMPC)쪽은 크기가 작고 가벼운 측면이 있지만, 가격대가 넷북에 비해 비쌌기 때문에 널리 쓰이지는 않았다.

## 하드웨어
크기가 작고 값이 싸기 때문에 기본적인 성능으로 한정되고 있다. 휴대성이 좋은 인터넷 단말기로서는 휴대 전화가 보급되고 휴대성을 중시한 정보 기기로서는 PDA가 존재하고 있는 탓에 넷북은 PC로서의 최소한의 기능을 갖춘 것으로 자리잡았다. 운영 체제는 마이크로소프트 윈도우(주로 윈도우 7)나, 리눅스 등 유닉스 계열의 오픈 소스 운영 체제가 탑재되고 있다.

### 네트워크 접속
넷북의 주된 용도인 인터넷의 접속은 인터넷에 대응해 유선 랜에 더불어 무선랜 (802.11 b/g/n) 모듈을 표준으로 탑재한 기종이 대부분이다. 대한민국에서는 와이브로 모듈을 탑재한 넷북도 있다. 무선랜의 이용이 가능한 범위에 있는 넷북은 전원을 켜고 나면 곧바로 인터넷에 접속할 수 있다.

### CPU
넷북에는 값이 싼 절전형 CPU를 채용하고 있다. 인텔은 소비 전력을 줄인 아톰을 시장에 출시했다. 같은 분야의 VIA의 비아 나노(2008년 발표)나 AMD의 애슬론 네오, E 시리즈 APU 자카테 등, 적당한 계산 능력을 갖추면서 소비 전력을 감소, 그리고 염가로 공급되는 이런 CPU의 판매가 넷북의 시장 확대에 박차를 가하고 있다.
영상 출력을 돕는 그래픽 처리 장치(GPU)는 칩셋 내장형 GPU를 사용하고 있다.

### 입출력
입력 기기로서 키보드, 터치 패널이나 터치 패드를 갖추어 USB 접속형 마우스도 이용할 수 있다. 또, 외부 모니터로의 연결을 기존의 노트북과 같이 아날로그 RGB 등의 영상 출력 단자를 표준으로 장착한 제품도 적지 않다. 최근에는 HDMI 출력이 가능한 제품이 출시되었다.
메인 메모리는 운영 체제를 적당히 동작할 수 있는 정도의 제품이 탑재되고 있다(표준으로 1기가바이트 정도의 제품이 많다.). 내장 기억 장치로서는 하드 디스크 드라이브(HDD)나 플래시 메모리·솔리드 스테이트 드라이브(SSD)가 탑재되고 있다. SSD탑재 기종에는 운영 체제와 몇 개의 응용 소프트웨어를 설치할 수 있는 정도의 용량(수 기가바이트 정도)밖에 없는 기종도 있다. 이 한정된 용량을 보충하기 위해 메모리 카드 리더를 내장하여 플래시 메모리나 메모리 카드를 기억 매체로 이용할 수 있는 기종도 많다. 그러나 이들을 추가하여도 용량 제한 때문에 USB 기억 장치를 연결하여 이용하는 경우도 있다.
데스크톱 PC로 표준적인 광학 드라이브는 넷북에서는 크기가 작고 무게를 줄이고자 빠져 있는 경우가 많아 광학 디스크의 이용에는 기본적으로 드라이브의 외부 연결(USB 연결)이 필요하다. 응용 소프트웨어를 설치하기 위하여 이 외부 드라이브를 이용한다.
주변기기는 USB로 연결하여 이용할 수 있지만, CPU의 처리 능력이나 메모리 용량 등이 적당히 없으면 정상 동작하지 않는 경우가 있다.

### 전원
일반 가정에서 이용되는 전원을 사용할 수 있고 넷북은 내부 전원으로서 배터리도 갖추고 있다. 그러나 휴대용임에도 배터리의 제한 시간이 2시간 정도밖에 안 되는 제품도 있다. 일부 기종은 급속 충전에 대응하는 것으로 배터리 제한 시간이 짧은 것을 보충하고 있다. 연속 가동 시간을 연장할 수 있는 대용량 배터리가 있는 상위 모델이나, 그 대용량 배터리를 별도 판매 형태로 제공하는 기종도 있다. 절전형 SSD를 탑재한 기종은 HDD를 탑재한 기종에 비해 일반적으로 배터리 제한 시간이 긴 제품이 많다.

### 종합적
사양은 윈도우 7을 값싼 PC에 라이선스로 탑재하는 경우에는, 기본적인 면에서 특정의 조건이 존재한다. CPU의 선택 사항이나 메모리 구성 등은 몇 개의 경우가 있지만 하드웨어 사양은 대체로 병렬 상태이다. 그런 까닭에 각 메이커는 본체 디자인이나 조작성, 혹은 지원 체제의 충실 등에 부가 가치를 요구해 다른 제품과의 차별화를 도모하고 있다.

## 운영 체제
넷북을 동작시키는 운영 체제로는 마이크로소프트 윈도우나 리눅스 등의 유닉스 계열 운영 체제 등을 채용하고 있다. 독자적인 운영 체제가 없고 휴대 전화와 같은 펌웨어에 의한 독자 사양이라는 것은 기존 제품을 이용하는 것보다 개발비가 늘어나 판매 가격을 압박하기 때문에 '현실적'이라고는 말할 수 없기 때문이다.

### 마이크로소프트 윈도우
마이크로소프트는 윈도우 XP의 PC에 라이선스으로서 아래와 같은 조건을 나타내고 있다.
- 디스플레이: 14.1인치 이하, 터치 패널 대응(처음에는 디스플레이 10.2인치 이하에 터치 패널 불가였다.)
- 메인 메모리: 2기가바이트 이하
- CPU: 아톰(Atom) 등 특정의 저속 싱글 코어 제품
- 하드 디스크 용량: 160기가바이트 이하/SSD 16기가바이트 이하(애초는 하드 디스크 용량 80기가바이트 이하)

이를 만족하는 기종에 탑재하기 위한 라이선스 비용은 32달러(개발 도상국 전용이라면 26달러)로 하고 있다. 덧붙여 메인 메모리나 하드 디스크/SSD 용량은 사용자가 직접 교환하는 것에 관계도 라이선스가 대응하는 범주이다.

### 리눅스
리눅스 계열은 라이선스 비용이 들지 않고, 또 전반적으로 무게가 가벼운 설계에 요구하는 기능만을 선택하여 무게를 더 줄일 수 있으면서도 성능 향상을 꾀할 수 있다는 이점이 있어, X 윈도 시스템 등 윈도 시스템을 사용하면 인터넷 브라우저 단말기로서의 기능을 실현할 수 있다.
그러나 그 보수 운용으로 전문 지식을 요구하기도 하며 시중에 판매되는 응용 소프트웨어와의 호환성이 없으므로 이용자들에게는 사용하기 어려운 제품이 되고 있다. 그러므로 일반 사용자용 모델에서는 마이크로소프트 윈도우 계열의 운영 체제를 탑재한 기종이 주류이다. 다만, 미국과 같이 리눅스 사용자가 비교적 많은 지역에서는 사전 설치 운영 체제에 리눅스 계열 운영 체제를 채용한 패키지도 볼 수 있다.

## 대표적인 메이커/기종

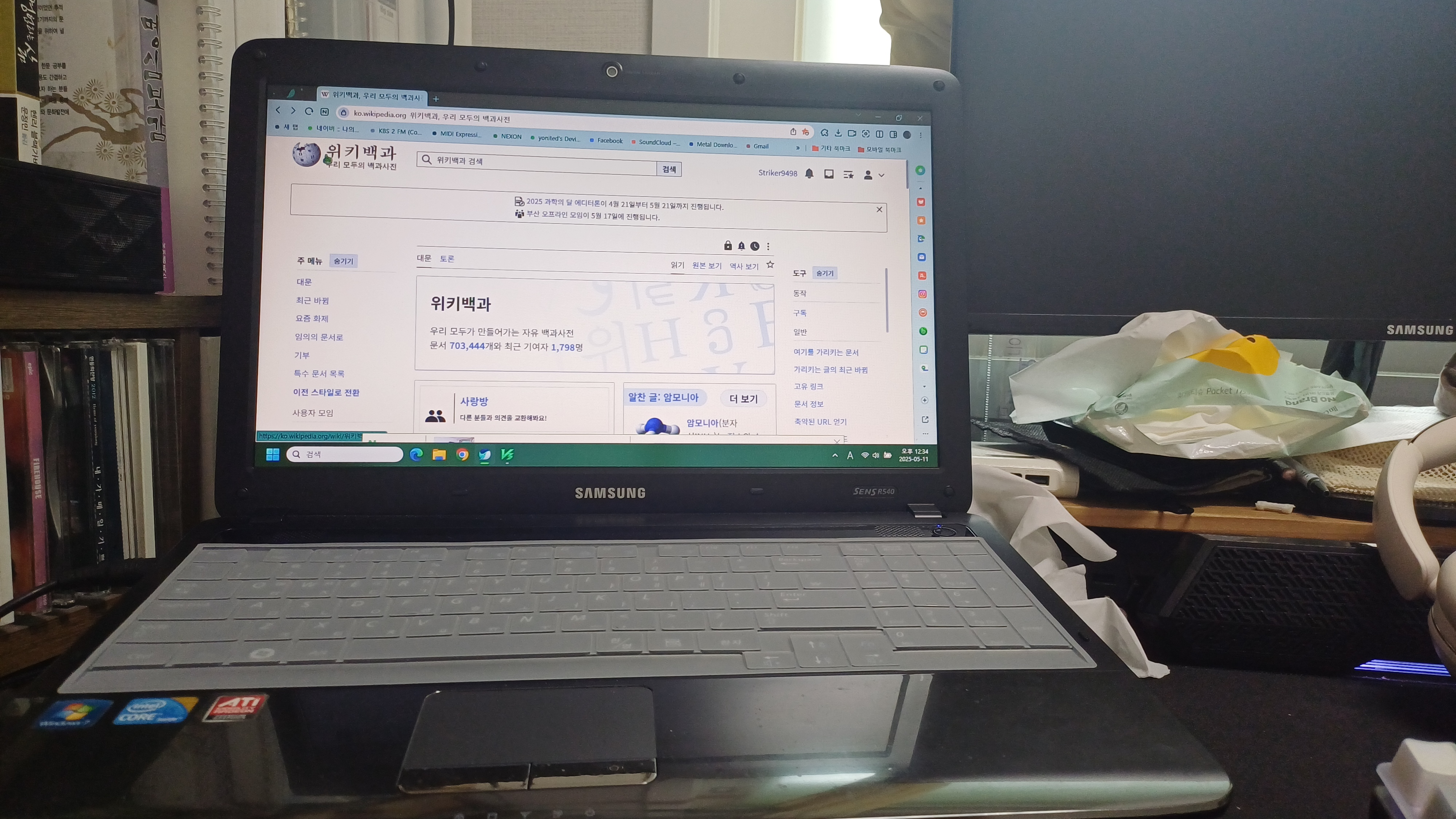
삼성전자의 Sens R540

- 삼성전자: 센스(NT-NC10 시리즈/NT-NC20 시리즈/NT-NC150/NT-X170 시리즈 등)
  - NT-NC20 시리즈는 비아 테크놀로지스의 나노 CPU를 장착하고 있다.
- 엘지전자: 엑스노트(X110, X130)
- 삼보컴퓨터: 에버라텍 버디(HS-100/HS-103 시리즈)
- 아수스 - Eee PC 시리즈
- 델 - Inspiron Mini 9/Inspiron Mini 10/Inspiron Mini 10v/ Inspiron Mini 12
- HP - 1000 Mini/2133 Mini/Mini 110/1111TU/Mini 210/Mini 311
- 레노버 - Ideapad S10/Ideapad S10-2
- MSI - Wind U100 시리즈
- 도시바 - PLL23K 시리즈
- 고진샤 - S130
- 에이서 - Aspire 1410
- 유경테크놀로지스 - 빌립 S5 / S7
- TG삼보 J70 시리즈
- 기가바이트 M1022
- https://web.archive.org/web/20100723154219/http://www.lemote.com/en/products/Notebook/2010/0310/112.html http://www.osnews.com/comments/22674

## 시장성
미 시장 조사 회사인 IDC는 넷북을 아래와 같이 정의하여 2008년 5월에 그 시장성을 조사·발표했다.
- 500달러 미만
- 7~10인치 정도의 디스플레이
- 키보드 탑재
- 인터넷 접속에 대응

이 회사는 이런 기준에 해당하는 넷북을 「노트북의 보조적인 지위이다」라고 보고 있다. 그 기능은 초등학생이나 중학생 정도의 사용자에게는 컴퓨터로써 필요 충분하지만, 노트북과 비교하면 한정적 기능이기 때문에 소비자의 상당수는 좀 더 예산을 늘려 많은 기능·큰 크기의 노트북을 선택할 것이라고 한다.
또 제조사 측에서 동종 제품은(가격면에서 한계점 도달이 되어)이익율이 낮은 측면이 있어 새로 사들이는 수요는 아니고, 2대째로서의 수요에 대응하는 것을 시사하고 있어 향후도 판매상의 과제에 직면한다고 보고 있다. 시장 규모 예측에서는 IDC에 따르면 2012년까지 확대가 예측되어 900만대를 넘는다고 본다. 다만, 가격이 싸기 때문에 매상은 30억 달러를 밑돌 것이라고 하고 있어 그 규모는 PC 시장 전체의 5%도 채 안 될 것으로 보고 있다.
넷북은 신흥 시장이어서 미지수의 분야이다. PC 메이커라고 해도 예측이 빗나가 주문이 쇄도, 제조가 늦어지는 등 혼란도 발생하는 경우가 있다. HP의 2133 Mini-Note PC 일본 발매의 경우, 2008년 6월 말에 판매 발표한 지 얼마 지나지 않아 판매 중지, 7월에 판매를 개시하지만 같은 날 매진, 그리고 일부 사양을 변경한 모델 발매까지 판매가 연기되는 혼란도 발생했다.

### 사용자의 동향
IDC의 예측이 나타내 보인, 넷북은 그 시장성이 데스크톱·노트북 컴퓨터에 비해 한정적이다. 그런데도 현재 넷북이 급속히 시장을 확대해 히트 상품이 된 것은 지금까지의 데스크톱 PC나 노트북 보다 더욱 크기가 작고 운반하기 쉬운 미니 노트북을 바라고 있던 사용자, 혹은 인터넷 단말기로서의 휴대 전화나 스마트폰의 성능이나 기능, 플래시를 사용하는 사이트의 증가, 동영상이나 음악 등의 콘텐츠를 취급하는 웹사이트가 증가에 대응하고 있지 않은 것에 불만을 느끼고 있던 사용자, 더욱 염가의 PC를 바라고 있던 사용자에게 있어서, 넷북이 매우 매력적인 상품으로 보인 것도 이와 관련이 있다. 넷북은 인터넷상의 웹사이트를 열람하거나 전자 우편을 주고받거나 혹은 프레젠테이션을 위한 자료를 재생하거나 서류의 작성이나 수정과 같은 비즈니스 용도이면 급히 목적을 완수할 수 있는 성능을 가지고 있다.
그러나 하드웨어 면에서의 제한으로부터, 계산 처리에 많은 처리 능력을 요구하는 작업을 시행하는 것은 어렵다. 특히 현재의 PC로도 비교적 고성능인 처리 능력을 요구하는 동영상의 편집이나 3D 처리를 위한 컴퓨터 게임 등에서의 이용은 꽤 무리가 있으면서 인터넷상의 콘텐츠에서도 요즘 증가하는 동영상 사이트의 동영상의 종류·품질에 의해서 영상/소리 음질이 떨어져 등의 재생 품질이 떨어지는 경우가 있다. 이처럼 디지털 텔레비전 방송 튜너나 DVD 드라이브를 접속한 동영상 재생도 가능하지만, 고성능인 기종에 비해 역부족이다.
하지만 사용자들 사이에서는 "크기가 작은 컴퓨터를 최대한 활용한다"는 취지로 넷북에 가치관을 찾아내는 것 등의 기술 관계에 애호를 드러내는 사람 등이 기술 정보 사이트 등에 넷북 활용에 대한 다양한 정보를 게시하는 모습도 볼 수 있다(→해커 문화). 이를테면 윈도우 비스타를 탑재한 하드 디스크 탑재 기종의 경우 속도 향상을 위해 기존의 하드 디스크를 플래시 SSD로 대체하는 것 등이라고 한 것이다. 소프트웨어 면에서도 필요한 기능을 갖추면서 빠른 동작의 프리웨어를 선택하거나 목적이 되는 소프트웨어를 동작시키기 위해서 필요없는 운영 체제의 기능·동작이나 사전 설치의 응용 소프트웨어를 시스템상으로부터 제외하는 등의 기술도 볼 수 있다.

## 논란
- 일찍이 소형 컴퓨터를 판매하고 있었던 영국의 PSION Teklogix사가 자사의 상표권을 침해하고 있다고 하여, 일부 넷북 사이트에 대해서 넷북이라는 용어의 사용 중지를 요구하고 있다.[8]

## 같이 보기
- 크롬북
- 모바일 브로드밴드
- 모바일 인터넷 디바이스
- 휴대 전화
- 개인 정보 단말기
- 스마트북
- SIM 카드
- 테더링
- 신 클라이언트
- 울트라 모바일 PC